# Neosiliqua winteriana
Neosiliqua winteriana is een tweekleppigensoort uit de familie van de Pharidae. De wetenschappelijke naam van de soort is voor het eerst geldig gepubliceerd in 1853 door Dunker.